# Batalha do Mar de Java
Batalha do Mar de Java foi uma batalha naval ocorrida no início da Guerra do Pacífico, durante a Segunda Guerra Mundial, entre as forças navais japonesas e os Aliados, que sofreram uma grande derrota ao largo das costas da Indonésia e da Nova Guiné em 27 de fevereiro de 1942 e em dias subsequentes, fragmentando-se em batalhas menores mas de grandes enfrentamentos e perdas como a Batalha do Estreito de Sonda, que transformaram o episódio na maior batalha naval de superfície ocorrida até então desde a Primeira Guerra Mundial.

## Ofensiva japonesa
Em fevereiro de 1942, a progressão japonesa continuava no Pacífico pelas Índias Orientais (atual Indonésia), atacando e conquistando bases no sudeste das Filipinas, Bornéu e Ilhas Celebes, enquanto tropas transportadas em comboios marítimos, escoltadas por destróieres e cruzadores modernos, desembarcavam nas Ilhas Molucas. Para se opor a esta força naval, impedindo a continuidade de sua expansão, os aliados holandeses e norte-americanos dispunham apenas de alguns poucos vasos de guerra, a maioria deles da época da I Guerra Mundial.
Em 23 de janeiro, forças aliadas formadas por quatro destróieres atacaram comboios japoneses de tropas que se dirigiam a Balikpapan, em Bornéu. Em 13 de fevereiro, os Aliados tentaram sem sucesso impedir o desembarque e a captura do maior porto exportador de petróleo na Sumatra. No dia 19, a então imponente 1ª Frota Aeronaval do almirante Chūichi Nagumo atacou e destruiu o porto de Darwin, no noroeste da Austrália, tornando-o completamente inutilizado como base naval e linha e de suprimentos para as operações nas Índias Orientais.

## Java
Em 27 de fevereiro de 1942, os comboios anfíbios de tropas do Japão se reuniram para invadir Java, escoltados por quatro cruzadores e quatorze contratorpedeiros, enquanto que a força naval do comando conjunto holandês-australiano-britânico-americano, composta de cinco cruzadores e nove contratorpedeiros, fez-se ao mar para interceptá-los. A frota japonesa, mais moderna, tinha um poderio de fogo muito superior aos Aliados, cujo maior cruzador, o HMS Exeter, era o único com um poder de fogo próximo ao do inimigo e a única nave aliada equipada com radar, arma de localização ainda nova na época.

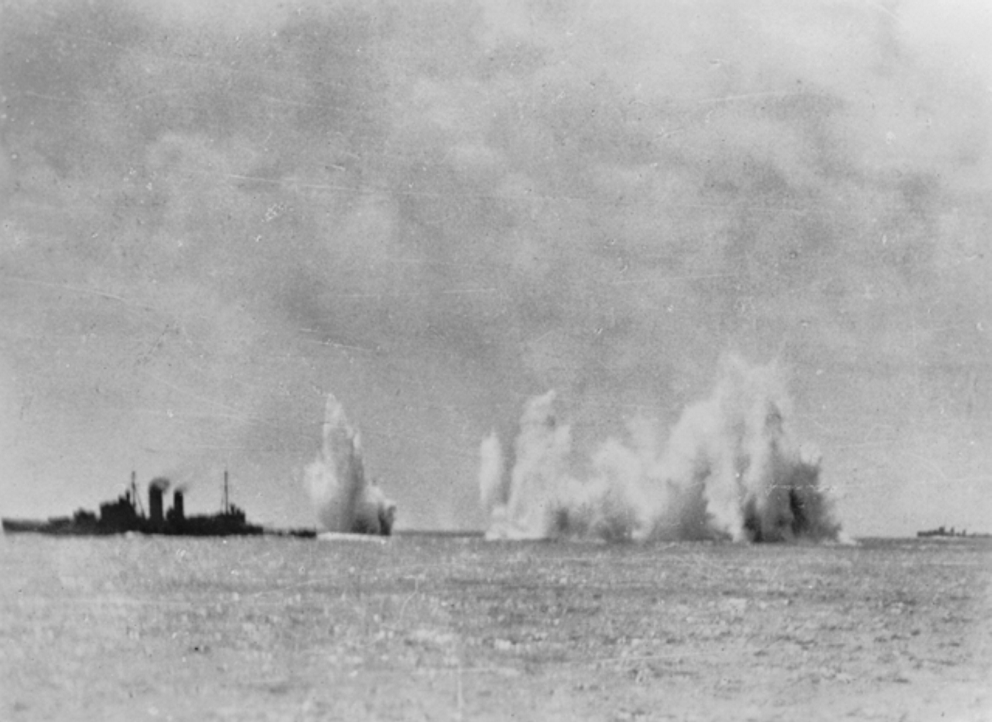
Navio sob ataque no Mar de Java.

As frotas se encontraram no Mar de Java e os combates duraram sem interrupção do meio dia à meia-noite, com os navios aliados tentando alcançar e destruir os transportes de tropas inimigos, mas sendo rechaçados pelo poder de fogo da frota japonesa de escolta, com grandes perdas em barcos e homens. No combate, o Exeter foi seriamente danificado por um impacto direto, sendo obrigado a se afastar da área de luta - afundando no dia seguinte sob novo ataque - e dois contratorpedeiros foram afundados.
Com uma recuada estratégia pela costa durante a noite, que lhe custou mais um navio afundado por uma mina, a força aliada comandada pelo almirante Karel Doorman entrou em contato novamente com a frota japonesa as 23h00 e as duas frotas se envolveram num grande combate de canhões à longa distância na escuridão, daí resultando o afundamento de mais dois navios aliados, um deles, o Hr.Ms. De Ruyter, levando consigo o comandante da esquadra, Almirante Doorman. Apenas 111 sobreviventes foram recolhidos dos dois navios.
Dois cruzadores, o australiano HMAS Perth e o norte-americano USS Houston conseguiram sobreviver à batalha e escapar na escuridão, chegando ao porto de Tanjung Priok no dia seguinte.

## Batalha do Estreito de Sonda

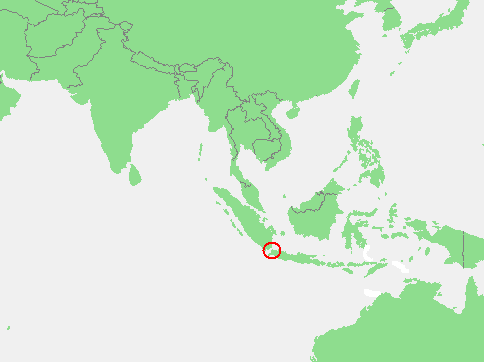
Local da batalha.

Em 28 de fevereiro os cruzadores receberam ordens de navegar até o porto de Tjilatjap pelo Estreito de Sonda. Com a escassez de armamentos e de combustível em Java, eles foram obrigados a partir com apenas metade do combustível e de munições e acabaram encontrando-se com a força principal de ataque inimiga no lado oriental na baía de Bantam.
Lutando contra três cruzadores e sete destroiéres, os dois navios aliados travaram um combate desigual até o princípio da madrugada, quando foram ambos destruídos e afundados, custando aos japoneses apenas a perda de um navio de transporte de tropas, por fogo amigo.

## Consequências
Ao término das batalhas em torno de Java, a principal frota conjunta dos Aliados havia sido destruída, com a perda de dez navios e 2 173 marinheiros. A batalha também pôs um fim às operações navais dos Aliados no sudeste da Ásia em 1942, culminando com a invasão japonesa de Java (Indonésia)  em 28 de fevereiro, causando a retirada dos poucos aviões sobreviventes da Força Aérea dos Estados Unidos e da RAF ainda no país, para a Austrália. Durante uma semana, tropas britânicas e holandesas nas ilhas ainda lutaram e resistiram ao invasor, até a rendição total das forças terrestres aos japoneses em março daquele ano.